# Leptospermum scoparium
Манука (Leptospermum scoparium) — вид рослин родини миртові.

## Назва
На мові маорі дерево називають Mānuka, звідки назва проникла у інші мови. В англійській мові має назву «Новозеландське чайне дерево» (англ. New Zealand tea tree). 

## Будова
Вічнозелений кущ 4-6 м заввишки. Має велику різноманітність в розмірах, формі листків, кольору квіток та навіть запаху. Ця різномантітність залежить як від генів так і від середовища існування. Листя зазвичай вузьке 15 мм завдовжки. 

## Поширення та середовище існування
Зростає у Новій Зеландії та східній Австралії.

## Практичне використання
Свіжі листя - це ароматний і освіжаючий замінник чаю.
Вирощується як декоративна рослина. Має культурні сорти.

## Галерея

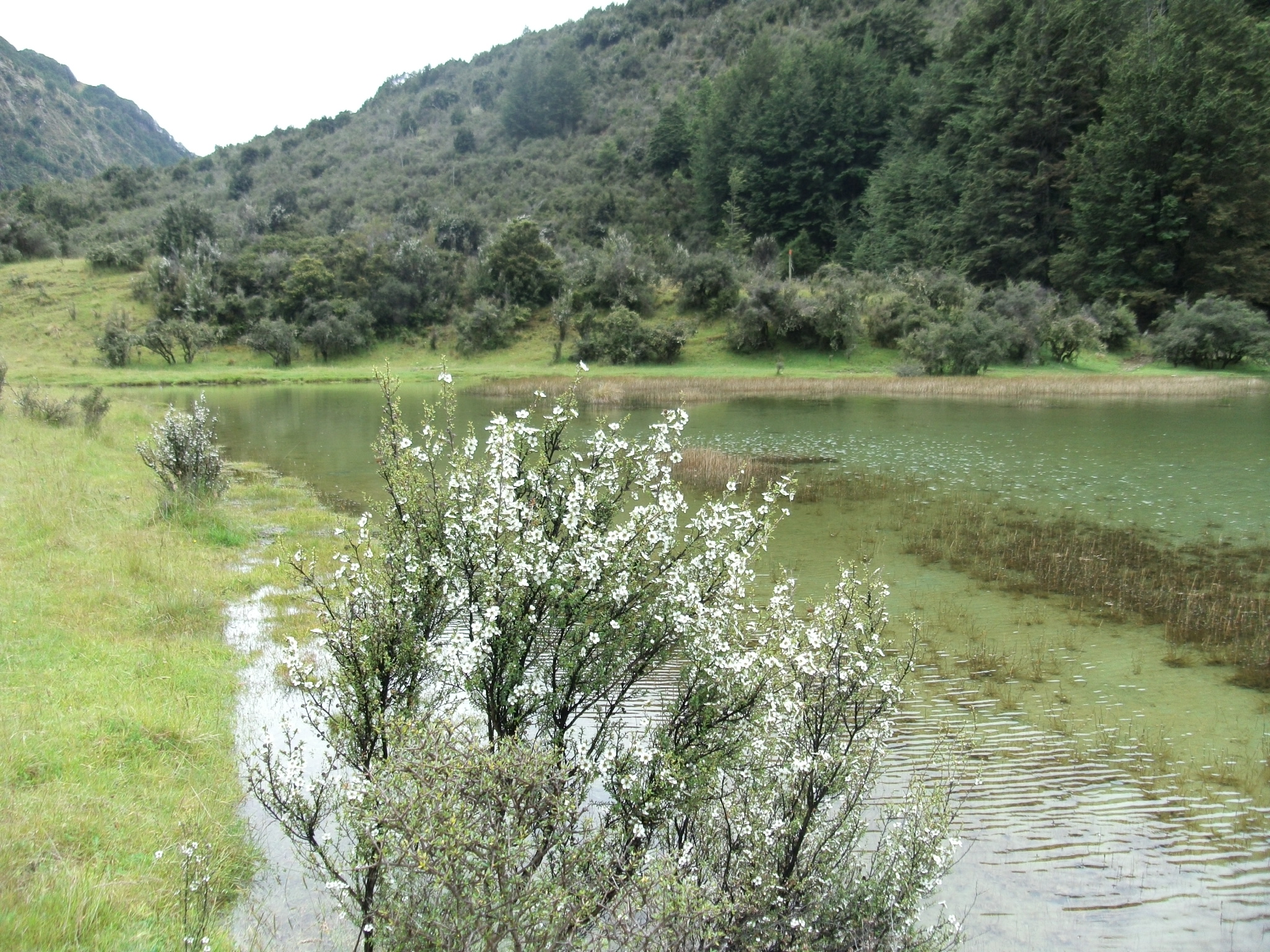
Манука на озері
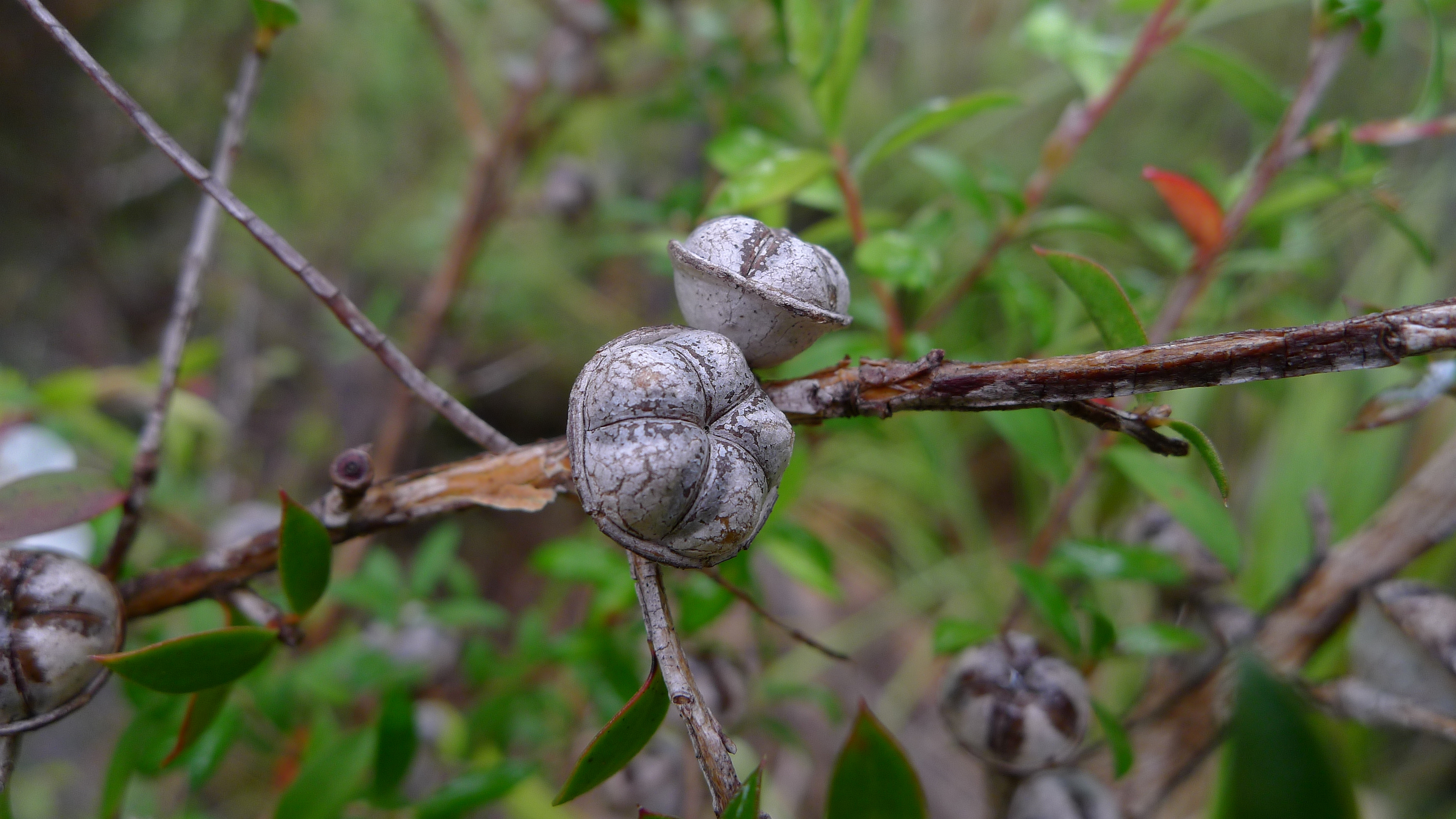
Плід
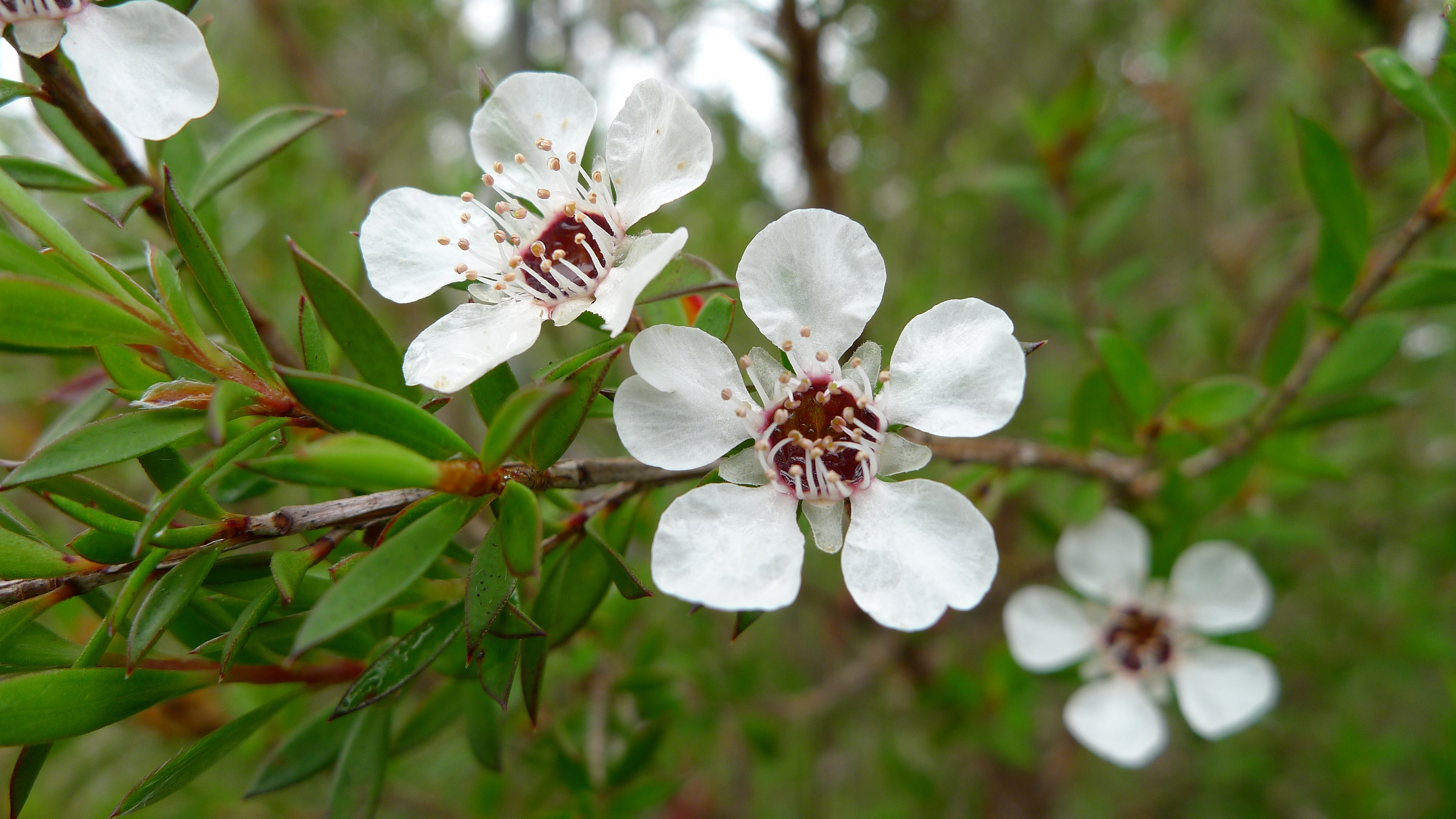
Квіти
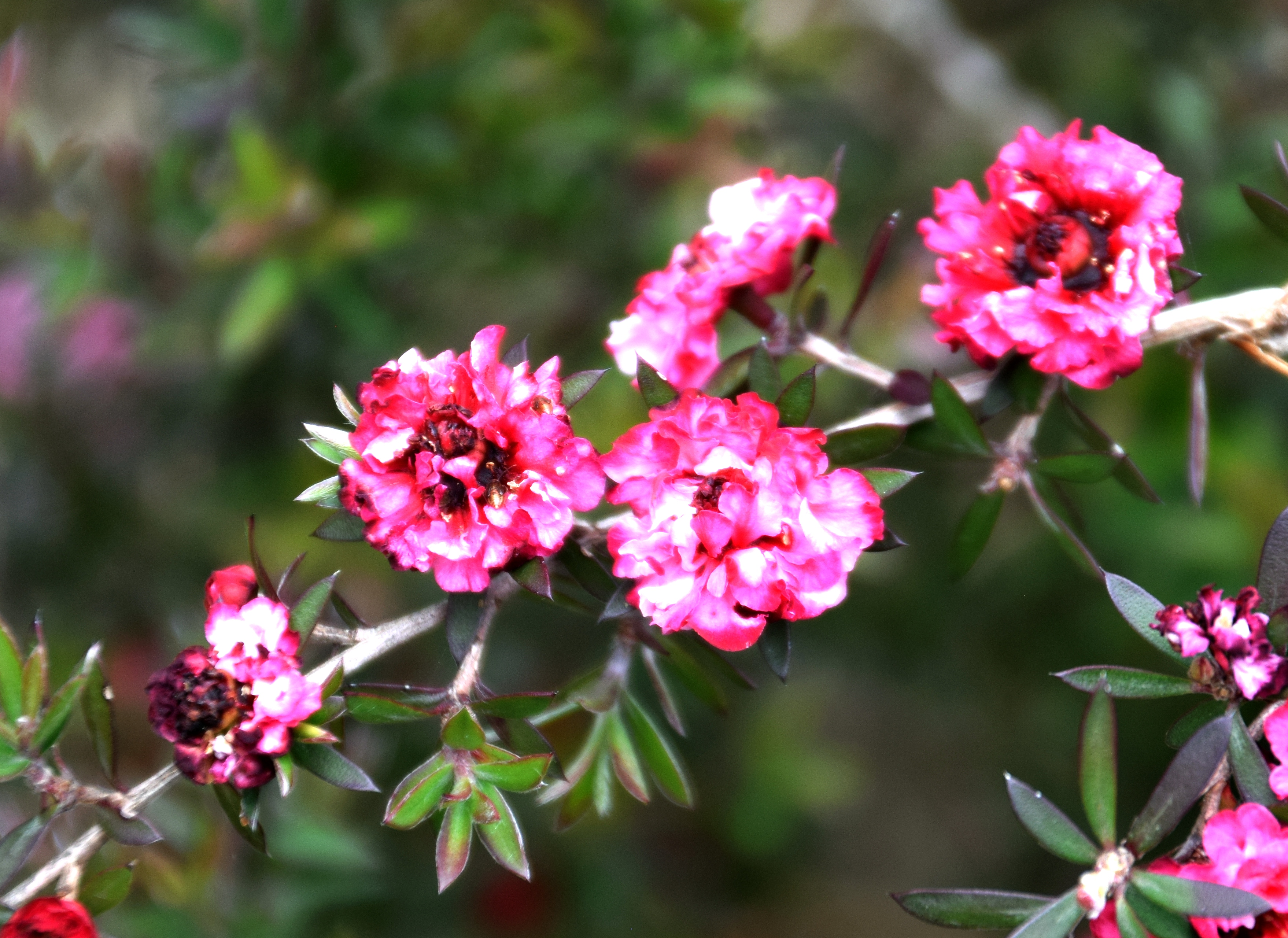
Культурний сорт